# Liste der Baudenkmale in Masendorf
In der Liste der Baudenkmale in Masendorf sind die Baudenkmale des niedersächsischen Ortes Masendorf aufgelistet. Dies ist ein Teil der Liste der Baudenkmale in Uelzen. Der Stand der Liste ist der 18. November 2021.
Die Quelle der  IDs und der Beschreibungen ist der Denkmalatlas Niedersachsen.

## Allgemein
In den Spalten befinden sich folgende Informationen:
- Lage: die Adresse des Baudenkmales und die geographischen Koordinaten. Kartenansicht, um Koordinaten zu setzen. In der Kartenansicht sind Baudenkmale ohne Koordinaten mit einem roten Marker dargestellt und können in der Karte gesetzt werden. Baudenkmale ohne Bild sind mit einem blauen Marker gekennzeichnet, Baudenkmale mit Bild mit einem grünen Marker.
- Bezeichnung: Bezeichnung des Baudenkmales
- Beschreibung: die Beschreibung des Baudenkmales. Unter § 3 Abs. 2 NDSchG werden Einzeldenkmale und unter § 3 Abs. 3 NDSchG Gruppen baulicher Anlagen und deren Bestandteile ausgewiesen.
- ID: die Objekt-ID des Baudenkmales
- Bild: ein Bild des Baudenkmales, ggf. zusätzlich mit einem Link zu weiteren Fotos des Baudenkmals im Medienarchiv Wikimedia Commons. Wenn man auf das Kamerasymbol klickt, können Fotos zu Baudenkmalen aus dieser Liste hochgeladen werden:

## Masendorf

### Gruppen baulicher Anlagen in Masendorf
| Lage                                             | Bezeichnung | Beschreibung | ID       | Bild |
| ------------------------------------------------ | ----------- | --- | -------- | ---- |
| Riestedter Straße 10 53° 0′ 38″ N, 10° 37′ 53″ O | Hofanlage   | Die Hofanlage besteht aus einem Vierständer-Haupthaus von 1803 sowie einer Scheune und einem Stallgebäude aus dem späteren 19. Jahrhundert, die sich um einen großen Hof gruppieren. Alter Baumbestand ist erhalten. | 31004832 | BW   |

### Einzeldenkmal in Masendorf
| Lage                                             | Bezeichnung                                              | Beschreibung | ID                              | Bild |
| ------------------------------------------------ | -------------------------------------------------------- | --- | ------------------------------- | ---- |
| Am Stintmarkt 8 53° 0′ 41″ N, 10° 37′ 53″ O      | Gutshof mit Feldsteinpflasterung                         | Eingeschossiger Fachwerkbau mit massiver westlicher Schaufassade. Mittiger zweigeschossiger Eingangsrisalit. Unter Halbwalmdach in Ziegeldeckung. Große Gaube auf der östlichen Rückseite. Errichtet 1844 (i).                                                              | 31011054                        |      |
| Am Stintmarkt 53° 0′ 45″ N, 10° 37′ 55″ O        | Ehemaliger Kapellenturm                                  | Freistehender hölzerner Glockenturm vom Bautyp Glockenstapel mit typischem Strebewerk. Errichtet 1458. |                                 |      |
| Am Teich 53° 0′ 49″ N, 10° 37′ 50″ O             | Teich mit Feldsteineinfassung und umgebenden Baumbestand | Der Dorfteich von Masendorf wird eingefasst von großen Feldsteinen und ist von altem Baumbestand umgeben. | 31005821/1/-/ 31006811 31005821 | BW   |
| Oetzener Straße 1 53° 0′ 44″ N, 10° 37′ 46″ O    | Wohnhaus mit Einfriedung                                 | Freistehender zweigeschossiger Backsteinbau mit dekorativen Fachwerkteilen. Mit schwarzen Ziegeln gedecktes Walmdach sowie diverse Satteldächer. Erbaut 1907 (i). Das Grundstück wird nach Süden zur Straße durch eine originale schmiedeeiserne Einfriedung abgeschlossen. | 31006830                        | BW   |
| Oetzener Straße 17 53° 0′ 51″ N, 10° 37′ 55″ O   | Wohnhaus mit Einfriedung                                 | Traufständiger Backsteinbau mit Drempel unter ziegelgedecktem Krüppelwalmdach. Mittelrisalit mit Rundbogenfenstern und -tür. Erbaut 1911. Zur Straße hin wird das Grundstück durch einen mit Sandsteinpfeilern gegliederten schmiedeeisernen Zaun eingefriedet.             | 31006848                        | BW   |
| Riestedter Straße 10 53° 0′ 39″ N, 10° 37′ 53″ O | Scheune                                                  | Traufständige Fachwerkscheune mit Backsteinausfachung unter ziegelgedecktem Halbwalmdach. Errichtet in der Mitte des 19. Jahrhunderts. | 31004928                        | BW   |
| Riestedter Straße 10 53° 0′ 38″ N, 10° 37′ 54″ O | Wohn-/ Wirtschaftsgebäude                                | Vierständer-Fachwerkhaus mit Backsteinausfachung, unter Halbwalmdach. Auf Hausteinsockel, Wohgiebel in Backsteinmauerwerk erneuert. Errichtet 1803 (i). | 31006866                        | BW   |
| Riestedter Straße 10 53° 0′ 37″ N, 10° 37′ 53″ O | Stall                                                    | Langgestreckter Backsteinbau unter ziegelgedecktem Satteldach. Errichtet Ende des 19. Jahrhunderts. | 31004946                        | BW   |